# Herman Glimstedt
Erik Herman Glimstedt, född den 14 december 1881 i Stockholm, död där den 30 januari 1969, var en svensk musikskriftställare. Han var son till Peter Olof Glimstedt.
Glimstedt avlade filosofie kandidatexamen i Uppsala 1905 och bedrev musikstudier för Ernst Ellberg med flera. Han var medarbetare i Nya Dagligt Allehanda 1905–1906, Svenska Dagbladet 1908–1909, Stockholms Dagblad 1910–1920, musikrecensent i Aftonbladet 1920–1932, tillförordnad bibliotekarie vid Musikaliska akademien 1932–1933, musikrecensent i Ord och Bild 1934–1946, medarbetare i Nordisk familjebok 1934–1937, Svenska män och kvinnor 1944–1955, Bonniers konversationslexikon, i redaktionsledningen för musiklexikonet Tonkonsten (band 1–11 1955–1957). Glimstedt vilar i sin familjegrav på Norra begravningsplatsen utanför Stockholm.